# محمد موهيبي
محمد موهيبي (مواليد 20 ديسمبر 1998) هو لاعب كرة قدم إيراني يلعب في مركز الجناح في نادي سباهان أصفهان.

## روابط خارجية
- محمد موهيبي على موقع قاعدة بيانات كرة القدم.إي يو (الإنجليزية)
- محمد موهيبي على موقع ناشيونال فوتبول تيمز (الإنجليزية)
- محمد موهيبي على موقع Soccerway.com (الإنجليزية)
- محمد موهيبي على موقع عالم كرة القدم.نت (الإنجليزية)